# Antonio Sanderus

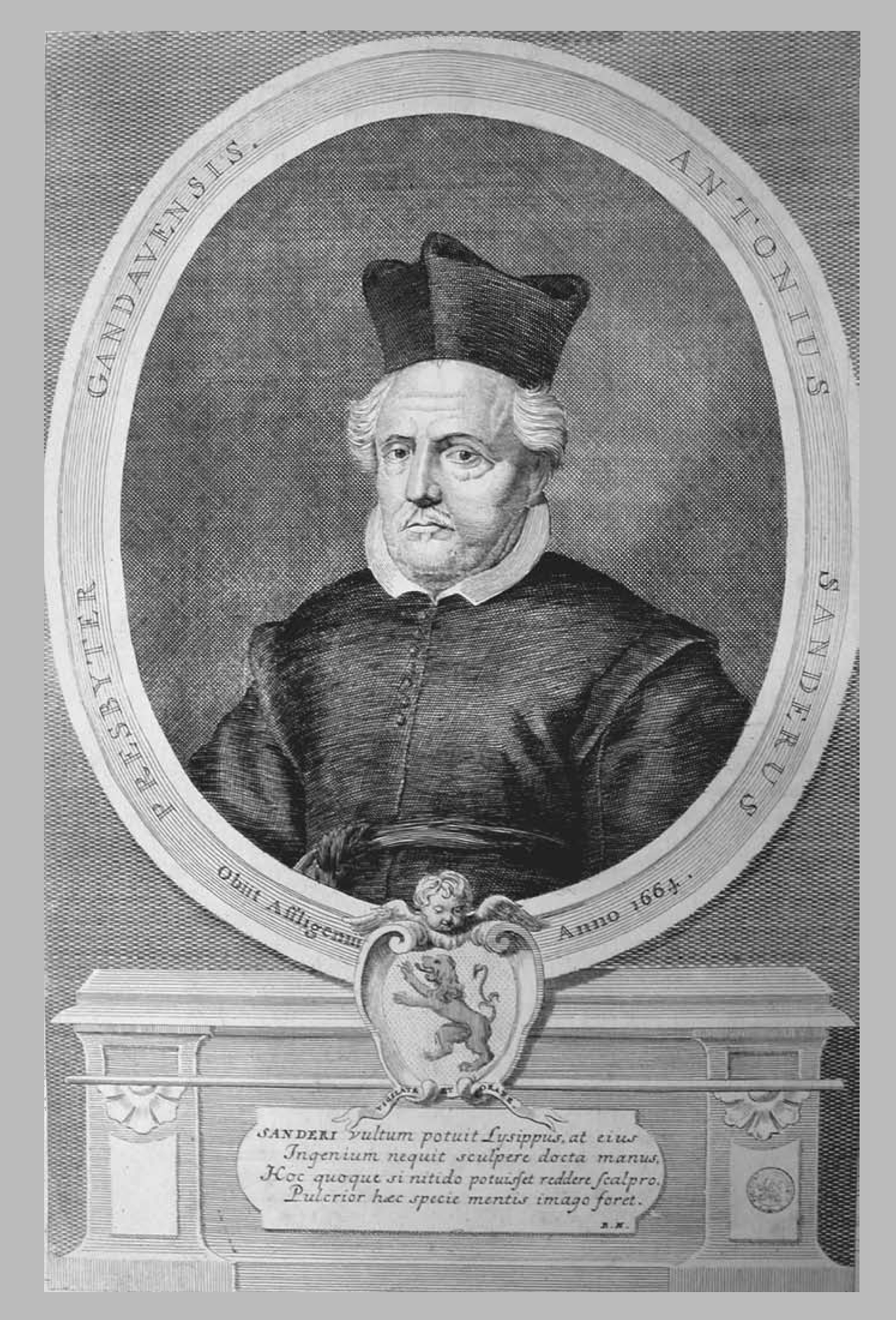
Antonius Sanderus

Antoon Sanders, nombre latinizado Antonius Sanderus (Amberes, 15 de septiembre de 1586-Affligem, 16 de enero de 1664) canónigo, historiador y teólogo flamenco. 

## Biografía
Nació en el seno de una familia gantesa. Su padre, Lieven Sanders era médico y salía de una familia bastante opulenta que se casó con Maria de Keyzer. Cuando Antoon nació, la familia había huido a Amberes para evitar el ambiente revolucionario de Gante. Pronto volvieron a Gante. Más tarde, Antoon siempre se consideró como gantés al firmar sus obras como "Antonius Sanderus Gandavensis" (Gandavensis és llatí per a gantenc).
Estudió en Oudenaarde, Gante, Douai y Lovaina y fue ordenado en Gante en 1612. Fue rector de las parroquias de Oosteeklo y Sleidinge (1615-1618). De 1619 a 1621 volvió a estudiar a Douai antes de regresar a Gante donde disfrutó de la protección del obispo Antonius Triest. En 1625 este lo nombró canónigo de la colegiata de Ieper y le otorgó una prebenda que le permitía consagrarse a sus estudios históricos. 
Aun así, al ausentarse a menudo del capítulo para hacer sus investigaciones – con los medios de comunicación de entonces, se entiende que la tarea era ardua – hubo muchos conflictos con sus colegas canónigos. De 1646 a 1649 se estuvo en Bruselas, volvió brevemente a Ieper y aquejado por la persistencia de los conflictos, huyó a la abadía de Affligem, donde murió el 16 de enero de 1664

## Flandria Illustrata

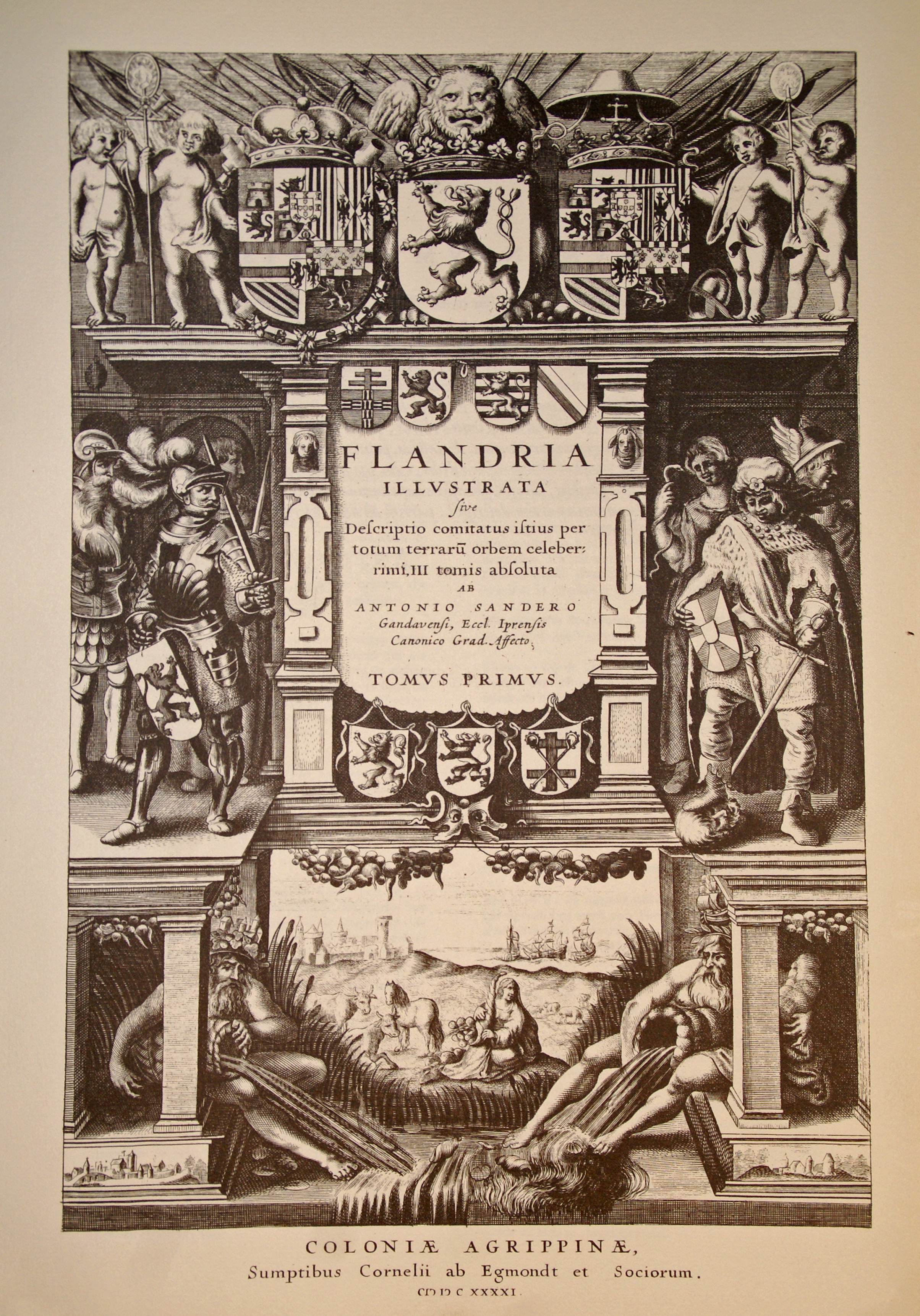
Frontis de la primera edición (1641) de la Flandria Illustrata

Su obra maestra inacabada es sin duda Flandria Illustrata. Sanders se inspiró en la obra de Hendrik Hondius Theatrum sive Hollandiae comitatus et urbium nova descriptio y quiso hacer lo mismo con el condado de Flandes y el ducado de Brabante. En 1634 firmó un contrato con la editorial Hondius. 
Aprovechó su red de relaciones y todas las abadías para consultar las bibliotecas. Contrató geómetras y dibujantes sin escatimar costes. A los nobles y en las ciudades pidió mecenazgo. A pesar de toda la ayuda, llegó a tener una deuda de 12.000 florines en 1637. Las relaciones con sus colaboradores y con su editor Hondius no eran mucho tranquilas, había muchos retrasos con los dibujos, a menudo, el editor devolvió textos por carencia de precisión.
El 16 de febrero de 1641, Hondius vendió secretamente los derechos de autoría a la editorial de Jan y Corneel Blaeu en Ámsterdam. Aquellos prefirieron mencionar una casa editorial, Cornelius ab Egmondt en Colonia (Alemania), una ciudad muy católica, al temer problemas con la censura católica y el Index Librorum Prohibitorum si el libro hubiera sido publicado en una ciudad del condado de Holanda protestante. A la hora de la publicación, el tomo primero de Flandria Illustrata costaba 30 florines de oro.